# Boreus coloradensis
Boreus coloradensis är en näbbsländeart som beskrevs av George W. Byers 1955. Boreus coloradensis ingår i släktet Boreus och familjen snösländor. Inga underarter finns listade i Catalogue of Life.